# Lee.ネットソリューションズ
Lee.ネットソリューションズ（英: Lee.Netsolutions Co.,Ltd.）は、東京都中央区に本社を置く日本の企業。

## 概要
人材派遣事業を主体にインテグレーション事業、ITマネジメントサービス事業、データセンタ事業を行っている。売上高は人材派遣業とITサービスの請負事業が5:5の比率になっている。

## 沿革
- 1989年（平成元年） - 「オフィス・リー」創立
- 1990年（平成2年） - 「株式会社オフィス・リー」を設立
- 1992年（平成4年） - 資本金を1,000万円に増資
- 1996年（平成8年） - 千代田区東神田に本社移転
- 1997年（平成9年） - 一般労働者派遣事業の許認可取得
- 1998年（平成10年） - 主たる事業を「IT技術者派遣事業」と「システム開発」に集中
- 1999年（平成11年） - 有料職業紹介業の許認可取得
- 2000年（平成12年） - 千代田区神田駿河台に本社移転
- 2001年（平成13年） - ネットワーク事業に特化
- 2003年（平成15年） - 「株式会社Lee.ネットソリューションズ」に社名変更
- 2004年（平成16年） - 建設業許可（特-15）第121347号取得
- 2005年（平成17年） - 「株式会社ネット・アカデミア」株式取得
- 2006年（平成18年） - プライバシーマーク（(財)日本情報処理開発協会　認定）取得、港区赤坂に本社移転。兼松株式会社よりBarracuda Networks社製品の技術サポート業務を受託する。
- 2007年（平成19年） - ISMS取得。米国Cisco社との間にプレミアパートナー契約を締結する。
- 2009年（平成21年） - 中央区日本橋茅場町に本社移転。株式会社HDEとホスティングパートナー契約を締結する。SKY株式会社と保守代理店契約を締結する。
- 2010年（平成22年） - 米国BlueCoat社とプレミアムパートナー契約を締結する。米国Sendmail社との間に販売代理店契約を締結する。
- 2011年（平成23年） - 兼松株式会社よりBarracuda Networks関連事業を譲渡され、販売代理店となる。
- 2012年（平成24年） - 複合的メールソリューション(Sendmail/MS-Exchange)を標準化